# Mesa (Arizona)
Mesa (kiejtése: ˈmeɪsə) város az Amerikai Egyesült Államokban, Arizona államban.
Mesa Maricopa megyében található, Phoenix külvárosa, része a Phoenix megalopolisznak. Arizona állam 3. legnagyobb városa, Phoenix-et és Tucsont követően.
Mesa egyike az Egyesült Államok leggyorsabban növekvő városainak, jelenleg a 37. legnépesebb. Egy 2006-os felmérés szerint a város lakossága 460 155 fő. Ezzel az értékkel megelőz számos ismertebb amerikai várost, mint például Clevelandet, Miamit, Minneapolist, Saint Louist és Tampát. Mesa egy alvóváros, tehát lakosai a környező településeken dolgoznak, csak aludni járnak haza a lakóövezetekbe.
A várost 1878-ban mormon telepesek alapították, akik még ma is a teljes lakosság csaknem egy tizedét teszik ki.

## Éghajlat
| Hónap                         | Jan. | Feb. | Már. | Ápr. | Máj. | Jún. | Júl. | Aug. | Szep. | Okt. | Nov. | Dec. | Év   |
| ----------------------------- | ---- | ---- | ---- | ---- | ---- | ---- | ---- | ---- | ----- | ---- | ---- | ---- | ---- |
| Rekord max. hőmérséklet (°C)  | 32,0 | 35,0 | 37,0 | 41,0 | 48,0 | 47,0 | 48,0 | 46,0 | 45,0  | 42,0 | 36,0 | 30,0 | 48,0 |
| Átlagos max. hőmérséklet (°C) | 19,0 | 22,0 | 25,0 | 29,0 | 34,0 | 40,0 | 41,0 | 40,0 | 37,0  | 32,0 | 24,0 | 19,0 | 30,2 |
| Átlagos min. hőmérséklet (°C) | 5,0  | 7,0  | 9,0  | 12,0 | 16,0 | 21,0 | 25,0 | 24,0 | 21,0  | 15,0 | 8,0  | 4,0  | 14,0 |
| Rekord min. hőmérséklet (°C)  | −9,0 | −7,0 | −4,0 | −1,0 | 3,0  | 6,0  | 12,0 | 11,0 | 4,0   | −1,0 | −6,0 | −8,0 | −9,0 |
| Átl. csapadékmennyiség (mm)   | 26   | 26   | 30   | 8    | 4    | 2    | 23   | 29   | 23    | 21   | 20   | 25   | 236  |
| Forrás: www.weather.com       |      |      |      |      |      |      |      |      |       |      |      |      |      |

## Testvérvárosok
| - Kanada, Burnaby - Peru, Caraz - Mexikó, Guaymas - Kína, Kaiping - Új-Zéland, Upper Hutt |

## Fordítás
- Ez a szócikk részben vagy egészben  a   Mesa, Arizona című angol Wikipédia-szócikk fordításán alapul.  Az eredeti cikk szerkesztőit annak laptörténete sorolja fel. Ez a jelzés csupán a megfogalmazás eredetét és a szerzői jogokat jelzi, nem szolgál a cikkben szereplő információk forrásmegjelöléseként.